# Allergan
Allergan, Inc., (NYSE: AGN), är ett amerikanskt multinationellt läkemedelsbolag. Det utvecklar läkemedel och behandlingar inom huvudområdena dermatologi, neurologi och oftalmologi. Bolaget har bland annat tagit fram Juvéderm och Botox.